# 乐陵千年枣林景区
乐陵千年枣林景区是位于山东省乐陵市的国家4A级旅游景区，地处朱集镇内，境内有冀鲁边区革命纪念馆（纪念园）和冀鲁边拓展训练基地、百枣园等。是德州市的主要乡村旅游A级景区之一。